# 21548 Briekugler
21548 Briekugler este un asteroid din centura principală de asteroizi.

## Descriere
21548 Briekugler este un asteroid din centura principală de asteroizi. A fost descoperit pe 17 august 1998 la Socorro, New Mexico, în cadrul proiectului LINEAR. Asteroidul prezintă o orbită caracterizată de o semiaxă mare de 2,53 ua, o excentricitate de 0,02 și o înclinație de 7,1° în raport cu ecliptica.